# Лора Буш
Лора Буш (англ. Laura Lane Welch Bush; нар. 4 листопада 1946, Мідленд, штат Техас) — американська політична діячка, письменниця, освітянка, ВІЛ-СНІД активістка. Перша леді США, дружина 43-го президента США Джорджа Буша.

## Біографія
Здобула педагогічну освіту в Південному методистському університеті в Далласі. Потім вступила в Техаський університет, де вивчала бібліотечну справу. У листопаді 1977 року одружилася з Джорджем Бушем. У них дві дочки — близнята Барбара і Джені.
Лора Буш активно займається суспільною діяльністю та доброчинністю. У 1990-х роках, коли її чоловік був губернатором Техасу, за її ініціативою були організовані Техаський книжковий фестиваль, програма «Готовий читати, готовий вчитися» з метою раннього залучення дітей до читання та освітня програма, що допомагає батькам підготувати дітей до школи. Тоді ж перша леді Техасу заснувала фонд підтримки книговидавців, що випускають книги для родинного читання. Лора Буш підтримувала ініціативи, направлені на поліпшення здоров'я жінок і дітей. 
Ставши Першою леді США, вона продовжила ці проєкти. За зразком Техаського книжкового фестивалю створила Національний книжковий фестиваль. Після терористичних атак на США в 2001 роки Лора Буш патронує волонтерську службу.
Кітті Келлі у своїй книзі «Сім'я: Справжня історія династії Бушів», стверджує що Лора вживала наркотики в юному віці. У той же час, за твердженням медіа, надбала звичку курити сигарети «одну за одною».